# Теодор „Ти-Бег” Бегвел
Теодор „Ти-Бег” Бегвел (енгл. Theodore "T-Bag" Bagwell) је измишљени лик из америчке ТВ серије Бекство из затвора. Његов лик тумачи Роберт Непер, а у серији се први пут појављује већ у другој епизоди.
Теодор Бегвел је један од најопаснијих затвореника у „Фокс риверу”. Није велико изненађење што он практично и не познаје живот изван затворских зидина. После вишеструких оптужби за вандализам и окрутност према животињама, десетогодишњи Бегвел је ухваћен у покушају да спали кућу своје учитељице, након чега је послат у дом за малолетне делинквенте. Тамо је упознао чланове алијансе која се бори за надмоћ беле расе.
Како је Бегвел растао, расла је и озбиљност његових злочина, међу којима су и напад ватреним оружјем и покушај убиства. Због ових злочина Бегвел је завршио у строго чуваном затвору у Алабами, где је преузео лидерско место у Алијанси. По одслужењу казне, поново се вратио криминалу и започео серију силовања, мучења и убистава по Алабами. А због тога што су међу његовим жртвама били и тинејџери, нашао се на листи најтраженијих криминалаца. Тада је живео код своје супруге. Пошто је она видела потерницу, Бегвела је одала полицији. Када су га коначно ухватили, Бегвелов адвокат је захтевао да буде смештен у затвор ван Алабаме, јер је постојала бојазан да ће он поново постати вођа Алијансе. Смештен је у затвор „Фокс ривер” због тога што у њему није постојао огранак Алијансе за надмоћ белаца. Али, каризматичном Бегвелу је требало само десет месеци да направи огранак Алијансе, једну од најмоћнијих банди у „Фокс риверу”.

## Занимљивости
- Сајлас Вир Мичел (који тумачи „Струју” у серији) хтео је бити Теодор Бегвел, али је улогу ипак добио Непер.[1]